# Forcipomyia adhesipes
Forcipomyia adhesipes är en tvåvingeart som först beskrevs av John William Scott Macfie 1932.  Forcipomyia adhesipes ingår i släktet Forcipomyia och familjen svidknott. Inga underarter finns listade i Catalogue of Life.